# De Giraffe, de Peli en Ik
De Giraffe, de Peli en Ik is een kinderboek van Roald Dahl uit 1985. Het verhaal gaat over de vriendschap tussen een giraffe, een pelikaan, een aap en een jongen.

## Verhaal
Het verhaal gaat over een jongen, genaamd Billy. Hij had er altijd al van gedroomd om eigenaar van een snoepwinkel te worden, vooral door het feit dat er een in de buurt van zijn huis stond. Op een dag ziet hij dat het vervallen gebouw, waar voorheen de snoepwinkel was gevestigd, is gerenoveerd en dat het te koop staat. De volgende dag gaat hij terug, maar komt erachter dat het gebouw al verkocht is. Het gebouw is nu de hoofdzetel van een ladderloos glazenwassersbedrijf. Billy raakt bevriend met de medewerkers van het bedrijf: een giraffe, een pelikaan en een aap.
Wanneer ze een uitnodiging van een hertog krijgen om de ramen van zijn paleis schoon te maken, ontstaat er een band tussen hen. Daar aangekomen poetsen ze alle ramen van het paleis, van de bovenste tot de onderste verdieping. Alles lijkt goed te gaan, totdat de giraffe en de aap een inbreker betrappen op het stelen van de juwelen van de hertog. De pelikaan vliegt op de inbreker af en vangt hem in zijn bek, terwijl de anderen in paniek raken. Uiteindelijk komt de politie aan die de inbreker arresteert. Deze wordt door het hoofd van de politie als "De Cobra" geïdentificeerd, een van 's werelds meest gevaarlijke inbrekers.
Als beloning voor het tegenhouden van de inbreker, nodigt de hertog de medewerkers van het glazenwassersbedrijf uit om te leven op zijn landgoed.